# João Reis (pintor)
João Reis (Lisboa, 15 de fevereiro de 1899 — 1982) foi um pintor português.
Era filho de Carlos Reis, de quem foi aluno na Escola das Belas Artes de Lisboa.
Fez parte do grupo de artistas paisagistas, designado por Ar Livre.

## Reconhecimento
- Prémio Anunciação 1915[2]
- Medalha de prata no Salon de Paris (1937) com a obra, "Consertando a Rede".
- Prémio Rocha Cabral (1938)
- Grau de Oficial da Ordem Militar de Sant'Iago da Espada (15 de outubro de 1941)[3]

## Obras
- A merenda (1928) (Museu José Malhoa)[4]
- Pescador de Buarcos (1932) (Museu José Malhoa)[5]
- Consertando a Rede (1937) (Museu de Marinha)
- Rochedos junto ao mar
- Saindo de casa
- Trecho de claustro (1934)
- O Moleiro
- A Primavera no Outono (1934)
- As Confidencias
- As Lavandeiras
- Gracinda